# Artemis 1
Artemis 1, stylizowany na Artemis I, a wcześniej Exploration Mission-1 (EM-1) oraz Space Launch System 1 (SLS-1) – bezzałogowa misja kosmiczna, której celem było wejście na orbitę okołoksiężycową statku Orion w celu jego przetestowania. Artemis 1 był pierwszą misją z programu Artemis zarządzanego przez NASA oraz był powrotem owej agencji do eksploracji Księżyca po zakończeniu programu Apollo pięćdziesiąt lat wcześniej. Był to także pierwszy zintegrowany test w locie kosmicznego statku Orion wraz z rakietą SLS, a jego głównym celem było przetestowanie statku kosmicznego Orion, a zwłaszcza jego osłony termicznej, która weszła w atmosferę z prędkością 11 km/s. Misja ta zapoczątkowała realizację przez NASA programu Artemis, który ma na celu przywrócenie stałej obecności człowieka na Księżycu oraz zademonstrowanie nowych technologii, które są niezbędne do przyszłych misji naukowych, w tym eksploracji Marsa.
Statek kosmiczny Orion przeznaczony dla misji Artemis 1 został zbudowany 20 października 2021 roku, a 17 sierpnia 2022 roku w pełni złożona rakieta Space Launch System została przygotowana do startu po serii opóźnień, które zostały spowodowane trudnościami w testach przed lotem. Pierwsze dwie próby startu zostały odwołane z powodu błędnego odczytu temperatury jednego z silników, 29 sierpnia 2022 roku oraz drugi raz z powodu wycieku wodoru podczas tankowania rakiety, 3 września 2022 roku. 
Misja Artemis 1 wystartowała 16 listopada 2022 roku o godzinie 06:47 UTC, z kompleksu startowego 39 znajdującego się w Centrum Kosmiczne Johna F. Kennedy’ego. Po osiągnięciu orbity okołoziemskiej, drugi stopień rakiety Space Launch System odseparował się od reszty rakiety i wykonał manewr trans-lunar injection (TLI) tuż przed separacją statku Orion i rozmieszczeniem dziesięciu satelitów CubeSat. Statek Orion zakończył swój pierwszy przelot obok Księżyca 21 listopada 2022 roku, a następnie wszedł na odległą orbitę retrogradacyjną i zakończył swój drugi przelot obok Księżyca 5 grudnia 2022 roku.
Następnie Orion ponownie wszedł w atmosferę Ziemi, wodując na wodach Oceanu Spokojnego w dniu 11 grudnia 2022 roku. Misja miała na celu sprawdzenie statku kosmicznego Orion oraz rakiety Space Launch System do lotów załogowych. Pierwszy z nich ma rozpocząć się od misji Artemis 2, która zacznie się nie wcześniej niż we lutym 2026 roku. Po misji Artemis 2, misja Artemis 3 ma przeprowadzić pierwsze od Apollo 17 załogowe lądowanie na powierzchni Księżyca.

## Rakieta nośna
Misja Artemis 1 została przeprowadzona przy użyciu rakiety Space Launch System w wariancie Block 1. Rakieta ta składa się ze stopnia głównego do którego przymocowane są dwa boczne boostery napędzane na paliwo stałe. Stopień główny rakiety Space Launch System wykorzystuje cztery silniki RS-25D, z których wszystkie latały wcześniej w misjach programu kosmicznych wahadłowców. Stopień główny i boczne boostery wytwarzają łącznie 39 000 kN ciągu przy starcie. Nad głównym stopniem znajduje się stopień górny, znany jako Interim Cryogenic Propulsion Stage, który bazuje na stopniu Delta Cryogenic Second Stage wykorzystywanym w rakietach Delta IV. Górny stopień jest napędzany pojedynczym silnikiem RL10B-2.

## Historia misji
W lutym 2017 roku w NASA pojawiła się koncepcja, by w misji EM-1 wzięła udział załoga. Gdyby została podjęta decyzja o zrealizowaniu tej misji jako załogowej, prawdopodobnie wiązałoby się to z jej opóźnieniem oraz być może jej ograniczeniem do niskiej orbity okołoziemskiej. W maju 2017 roku NASA zdecydowała się jednak powrócić do pierwotnej koncepcji misji bezzałogowej.
13 marca 2019 roku administrator NASA Jim Bridenstine zeznał w Senacie, że NASA rozważa użycie rakiet komercyjnych zamiast SLS, jednak pomysł ten został ostatecznie porzucony.

### Testy naziemne
Do głównego stopnia Artemisa 1, zbudowanego przez Boeinga w zakładzie montażowym Michoud, zamontowano wszystkie cztery silniki w listopadzie 2019 roku. Miesiąc później uznano go za ukończony. Główny stopień rakiety Space Launch System opuścił zakład montażowy w styczniu 2020 roku, aby mógł on przejść serię ośmiu testów „Green Run” w Stennis Space Center, które dzieliły się na:
1. Testy wibracyjne
2. Testy systemów awionicznych
3. Test systemów zabezpieczających skutki awarii
4. Test napędu (bez udziału silników)
5. Test systemu kontroli wektora ciągu
6. Symulacja odliczania do startu
7. Tankowanie wstępne materiałem pędnym
8. Uruchomienie silników przez osiem minut

Podczas przeprowadzenia ósmego, a zarazem ostatniego testu dokładnie 16 stycznia 2021 roku, silniki głównego stopnia zgasły zaledwie po minucie pracy. Było to spowodowane spadkiem ciśnienia w układzie hydraulicznym układu sterowania wektorem ciągu silników. Test przeprowadzono ponownie już 18 marca 2021 roku, gdzie uzyskano prawidłowy czas pracy silników, który wyniósł osiem minut. Następnie człon ten opuścił Centrum Kosmiczne Stennis 24 kwietnia 2021 r. i był on już w drodze do Centrum Kosmicznego im. Kennedy’ego.

### Montaż rakiety
Interim Cryogenic Propulsion Stage był pierwszym elementem rakiety SLS, która została dostarczona do Centrum Kosmicznego im. Kennedy’ego w lipcu 2017. Trzy lata później wszystkie elementy rakietowych dopalaczy na paliwo stałe zostały przetransportowane pociągiem do Centrum Kosmicznego im. Kennedy’ego, 12 czerwca 2020 roku.

### Przygotowania do lotu
Rakieta Space Launch System po raz pierwszy wyjechała z VAB 17 marca 2022, aby móc przeprowadzić test tankowania, którego pierwsza próba została przeprowadzona 3 kwietnia i została przerwana z powodu problemu z ciśnieniem w mobilnej wyrzutni. Drugą próbę przeprowadzono 4 kwietnia, ale została ona przerwana problemami z doprowadzeniem ciekłego azotu do kompleksu startowego i temperaturą ciekłego tlenu co skutkowało zablokowaniem zaworu odpowietrzającego w pozycji zamkniętej.
Podczas przygotowań do trzeciej próby testu, zawór zwrotny helu znajdujący się w stopniu Interim Cryogenic Propulsion Stage był utrzymywany w pozycji półotwartej za pomocą małego kawałka gumy, który pochodził z jednego z ramion mobilnej wyrzutni, co wymusiło opóźnienie tankowania całego stopnia do momentu, gdy ten zawór można było wymienić w VAB. Trzecia próba testu finalnie nie obejmowała zatankowania stopnia ICPS, a zbiornik ciekłego tlenu rakiety zaczął się poprawnie wypełniać paliwem. Jednakże podczas tankowania ciekłego wodoru wykryto nieszczelność na płycie masztu serwisowego, co wymusiło wcześniejsze zakończenie testu. Wtedy też NASA zdecydowała się przetransportować całą rakietę z powrotem do VAB, aby móc tam naprawić wyciek wodoru i zawór helu w stopniu Interim Cryogenic Propulsion Stage. Tuż po zakończeniu wszystkich napraw, rakieta Space Launch System wjechała na stanowisko startowe LC-39B po raz drugi 6 czerwca, aby móc ponownie przeprowadzić test.

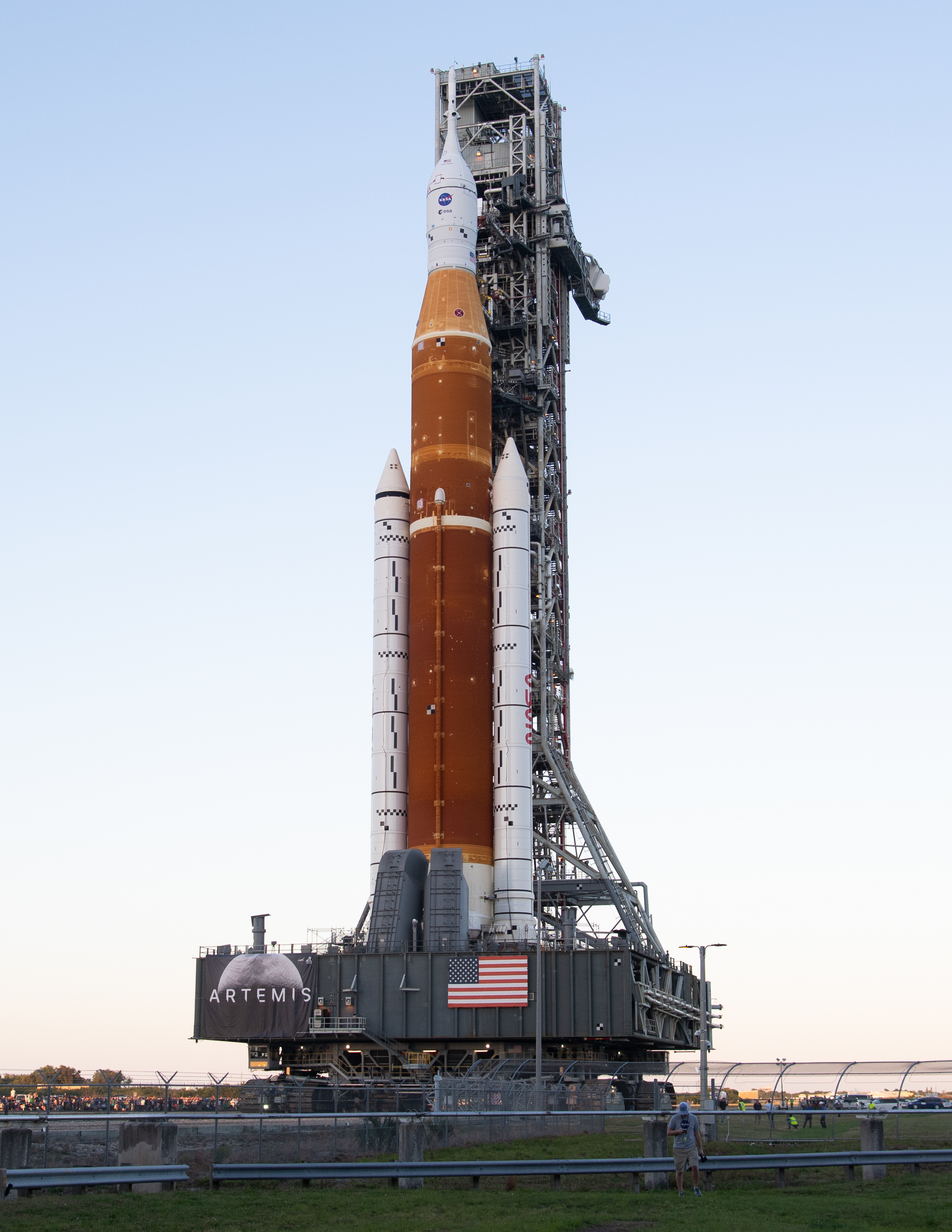
Pierwszy wyjazd rakiety Space Launch System z VAB

Podczas czwartej próby tankowania przeprowadzonej 20 czerwca, rakieta była w pełni załadowana paliwem na obu stopniach. Mimo to doszło do wycieku wodoru na szybkozłączce masztu serwisowego mobilnej wyrzutni. Wobec tego odliczanie nie mogło osiągnąć planowanych 9,3 sekund i zostało automatycznie zatrzymane po 29 sekundach od momentu rozpoczęcia testu. NASA ogłosiła, że podczas tego testu osiągnięto prawie wszystkie cele owego testu, wobec czego zakończono dalsze testy tankowania.
Dokładnie 2 lipca rakieta Space Launch System została przetransportowana z powrotem do VAB w celu ostatecznych przygotowań rakiety przed jej prawdziwym startem, który został zaplanowany na dwa okna startowe, które były dostępne tylko 29 sierpnia i 5 września.

### Pierwsze próby startu
Rozpoczęcie tankowania miało się rozpocząć tuż po północy 29 sierpnia 2022 r., ale zostało opóźnione o godzinę z powodu sztormu i finalnie rozpoczęło się dopiero o 6:13 czasu polskiego. Tuż przed planowanym startem o 13:33 czasu polskiego zaobserwowano, że temperatura trzeciego z czterech silników rakiety przekroczyła maksymalny limit temperaturowy. NASA posiadała także problem z jedenastominutowym opóźnieniem w komunikacji między rakietą a kontrolą naziemną. Wykryto także wyciek paliwa i pęknięcie pianki izolacyjnej na połączeniach zbiorników ciekłego wodoru i ciekłego tlenu. NASA wstrzymała start, powodując wygaśnięcie dwugodzinnego okna startowego. Przeprowadzone później dochodzenie wykazało, że czujnik, który był używany do określenia gotowości rakiety do startu, był uszkodzony i wyświetlał błędnie wysoką temperaturę w trzecim silniku rakiety.
Zaplanowano ponowne otwarcie okna startowego o 18:17 czasu polskiego, które miałoby trwać ponownie przez dwie godziny. Start został anulowany o 18:17 czasu polskiego z powodu dalszej nieszczelności przewodu doprowadzającego paliwo w ramieniu serwisowym, które łączyło się z sekcją silnikową. Ostatecznie start został przeniesiony na popołudnie 3 września.
Operatorzy misji zdecydowali się przenieść datę kolejnej próby startu na 19 września, dopóki NASA nie przeniosła całej misji na 27 września, a potem na 30 września. Start we wrześniu wymagał jednak zgody Sił Kosmicznych Stanów Zjednoczonych na przedłużenie certyfikacji systemu przerywania lotu znajdującego się w Space Launch System, który zniszczyłby całą rakietę, jeśli podczas lotu zeszłaby ona z kursu. Certyfikacja ta została przedłużona 22 września. Jednak niekorzystne prognozy dotyczące trajektorii huraganu Ian, skłoniły NASA do całkowitego odwołania kolejnej próby startu rakiety Space Launch System i rozpoczęcia procedury wycofania rakiety do VAB.

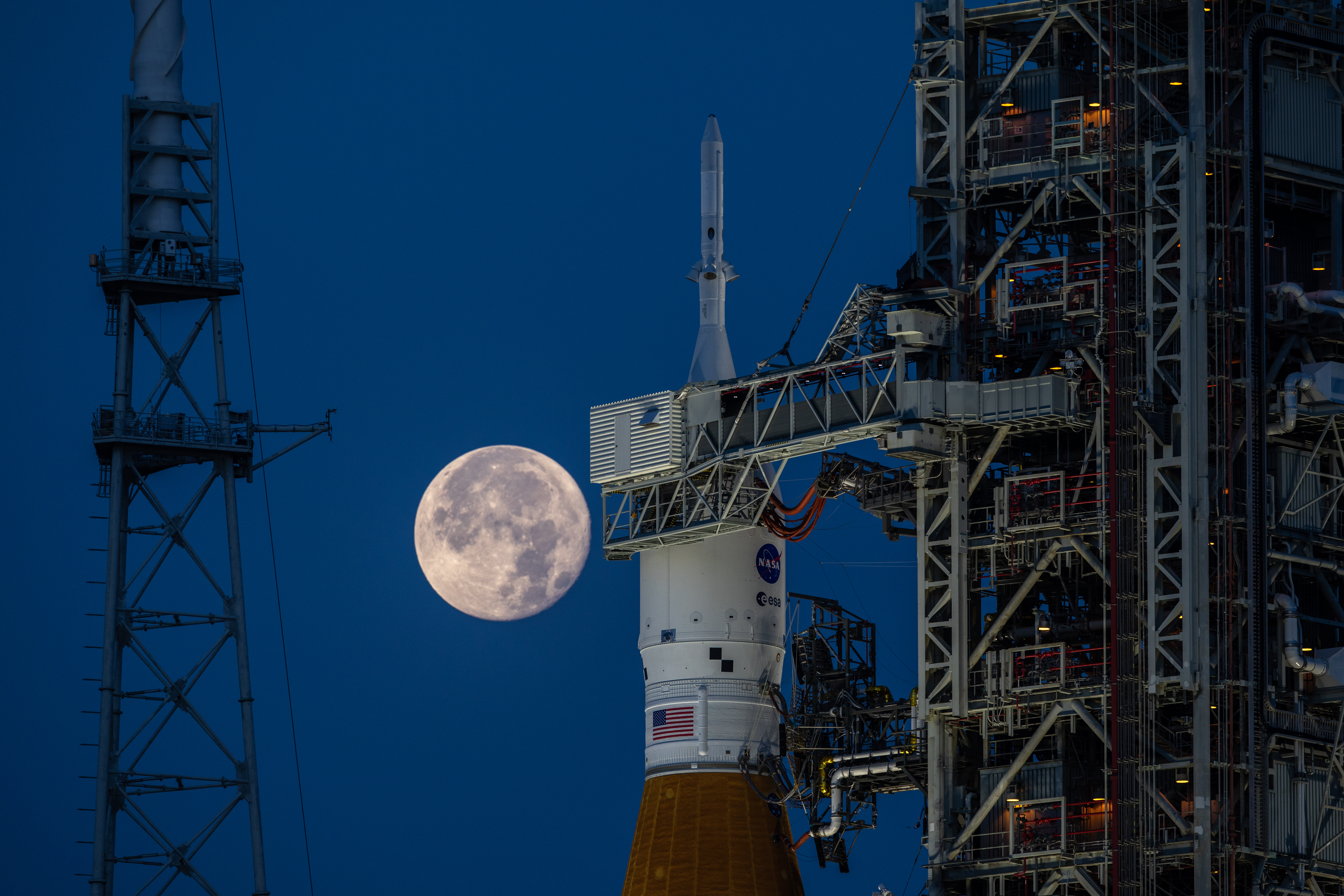
Space Launch System 14 czerwca 2022 roku

12 listopada, po kolejnym opóźnieniu spowodowanym huraganem Nicole, NASA postanowiła podjąć się kolejnej próby startu, który miał się odbyć 16 lub 19 listopada, chodź początkowo, planowano wystartować 14 listopada, jednak przedłużający się huragan Nicole uniemożliwił start w pierwotnie zaplanowanym terminie. Pomimo stopniowego zbliżania się huraganu do Centrum Kosmicznego Johna F. Kennedy’ego, NASA zdecydowała się pozostawić rakietę na stanowisku startowym, powołując się na niskie prawdopodobieństwo, że prędkość wiatru przekroczy limity projektowe rakiety. Oczekiwano, że prędkość wiatru osiągnie 47 km/h, z porywami do 74 km/h. Nicole dotarł do Centrum Kosmicznego Johna F. Kennedy’ego 9 listopada, a prędkość wiatru sięgnęła 137 km/h i utrzymywała się w porywach do 160 km/h. Gdy huragan ustąpił, NASA sprawdziła rakietę Space Launch System pod kątem wszelkich uszkodzeń fizycznych i przeprowadziła elektroniczną kontrolę stanu technicznego rakiety. W dniu 15 listopada NASA wydała zgodę na rozpoczęcie pełnych przygotowań do startu, a procedury tankowania rakiety rozpoczęły się o 20:30 czasu polskiego.

## Lot

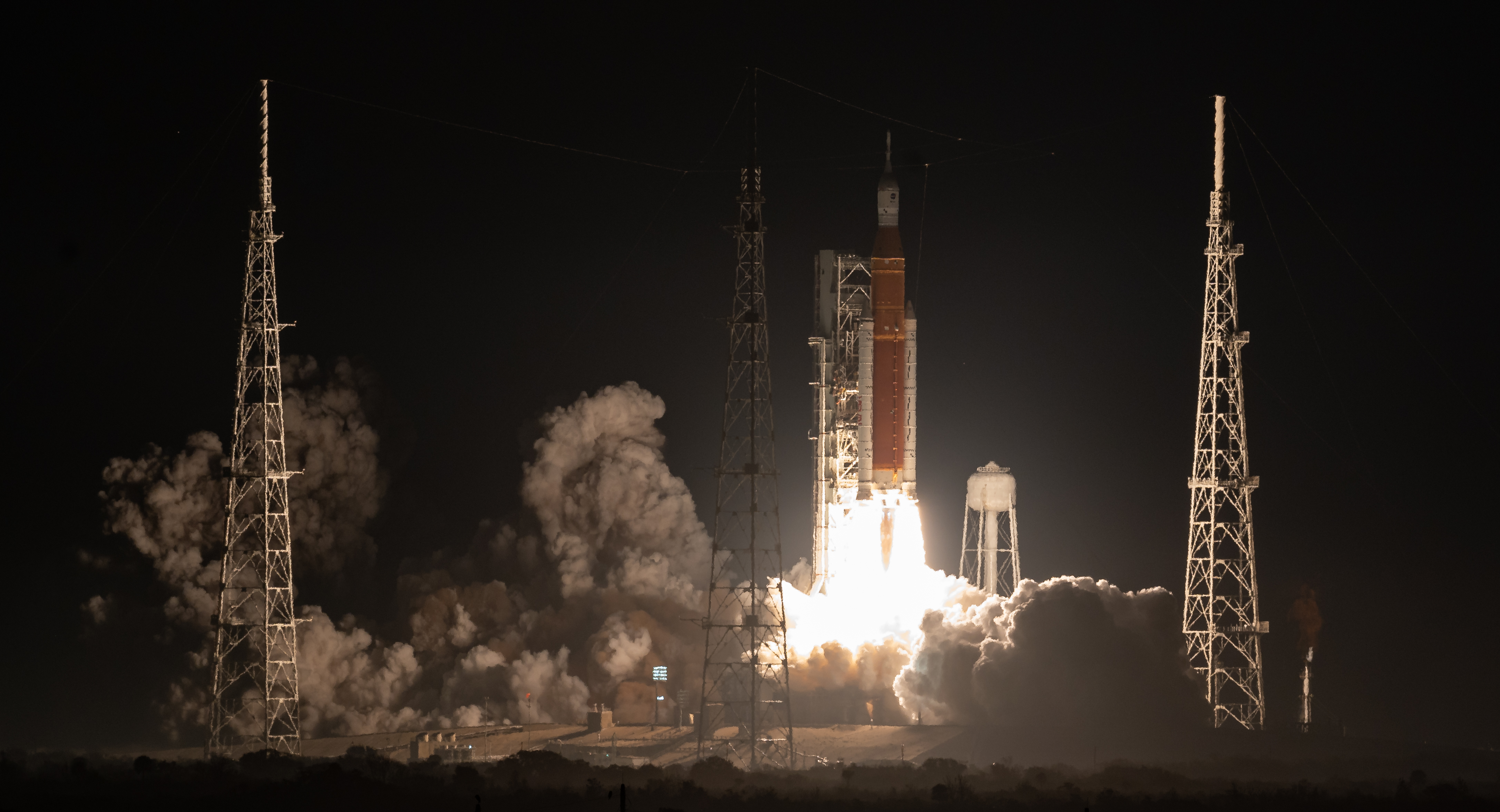
start rakiety SLS z misją Artemis 1

### Start
16 listopada 2022 r. o 6:47 czasu polskiego rakieta Space Launch System z misją Artemis 1 z powodzeniem wystartowała ze stanowiska 39B w Centrum Kosmiczne Johna F. Kennedy’ego znajdującego się na Florydzie. Był to pierwszy start ze stanowiska 39B od momentu testowego startu Ares I-X. Statek Orion wraz z członem Interim Cryogenic Propulsion Stage został umieszczony na nominalnej orbicie po oddzieleniu się od pierwszego stopnia rakiety Space Launch System, osiągając zaplanowaną orbitę około 8 minut po starcie.
Przy okazji misji w przestrzeń kosmiczną wysłano w kapsule m.in. maskotki Baranka Shauna i Snoopy’ego oraz manekiny Zohar i Helga.

### Przelot

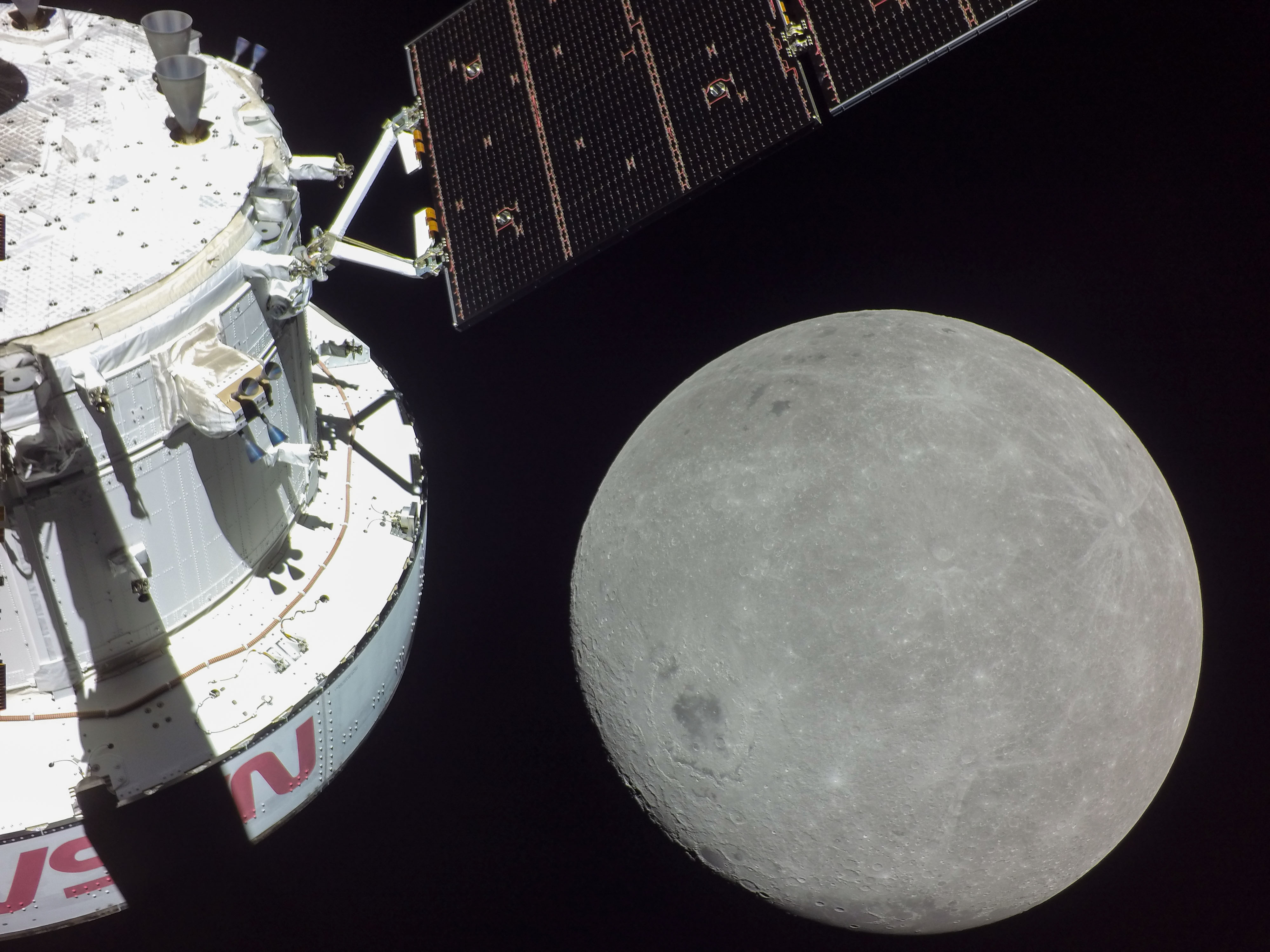
Orion zbliża się do Księżyca w szóstym dniu misji

Osiemdziesiąt dziewięć minut po starcie silniki w stopniu Interim Cryogenic Propulsion Stage zostały uruchomione na około osiemnaście minut by wykonać manewr trans-lunar injection (TLI). Następnie statek Orion oddzielił się od zużytego stopnia Interim Cryogenic Propulsion Stage uruchamiając pokładowe pomocnicze silniki rakietowe, aby móc rozpocząć podróż na Księżyc. Dziesięć CubeSatów będących dodatkowymi ładunkami w misji, zostało rozmieszczonych przez Orion Stage Adapter, który został przymocowany do członu Interim Cryogenic Propulsion Stage, który przeprowadził swój ostatni manewr trzy i pół godziny po starcie, aby móc znaleźć się na orbicie heliocentrycznej.
20 listopada o godzinie 19:09 czasu polskiego statek kosmiczny Orion wszedł w księżycową strefę grawitacyjną.

### Orbita księżycowa
21 listopada doszło do planowanej utraty łączności statku Orion z NASA, która trwała od godziny 12:25 do 12:59 czasu polskiego. Powstała ona na skutek zasłonięcia przez Księżyc Ziemi i powstaniem naturalnej blokady dla wszelkiej radiowej komunikacji. Tam też podczas automatycznie kontrolowanego manewru, o 12:44 czasu polskiego statek Orion rozpoczął pierwszy z kilku manewrów zmieniających trajektorię lotu, mających na celu przejście Oriona na odległą orbitę retrogradacyjną. Silnik systemu manewrowania orbitalnego pracował w pełni autonomicznie przez dwie minuty i trzydzieści sekund. Orion zbliżył się do powierzchni Księżyca na odległość około 130 km o godzinie 12:57 czasu polskiego. 25 listopada Orion wykonał kolejny manewr dzięki systemowi manewrowania orbitalnego, który pracować przez jedną minutę i 28 sekund, zmieniając prędkość Oriona o 398 km/h, ostatecznie wchodząc na odległą orbitę retrogradacyjną. 26 listopada, o godzinie 13:42 czasu polskiego, statek Orion pobił rekord najdalszej odległości od Ziemi pokonanej przez statek kosmiczny zaprojektowany do transportu ludzi w przestrzeń kosmiczną. Wcześniej rekord ten należał do misji Apollo 13 i wynosił 400 171 kilometrów.
28 listopada statek Orion osiągnął odległość 432 210 kilometrów od Ziemi, która była największą odległością osiągniętą podczas misji. 30 listopada statek kosmiczny Orion wykonał manewr, który spowodował opuszczenie odległej orbity retrogradacyjnej wokół Księżyca, rozpoczynając podróż powrotną na Ziemię. 5 grudnia o godzinie 16:43 czasu polskiego Orion osiągnął odległość 128 km od powierzchni Księżyca, która była najniższą odległością osiągniętą nad Księżycem podczas trwania całej misji. Tego samego dnia Orion ponownie przeleciał za Księżycem, tracąc łączność z kontrolą misji na około pół godziny. Krótko przed odlotem na Ziemię, Orion doświadczył anomalii systemu elektrycznego, która wkrótce została usunięta.

### Lot powrotny
6 grudnia o 7:29 czasu polskiego statek Orion opuścił księżycową strefę grawitacyjną, przeprowadzając niewielką korektę kursu oraz inspekcję systemu ochrony termicznej modułu załogowego i Europejskiego Modułu Serwisowego. W ciągu następnych kilku NASA kontynuowała sprawdzanie systemów i przygotowywała się do ponownego wejścia w atmosferę i wodowania statku Orion. 10 grudnia NASA ogłosiła, że miejsce wodowania będzie znajdować się w pobliżu wyspy Guadalupe na półwyspie Baja w Meksyku.

### Wejście w atmosferę i wodowanie

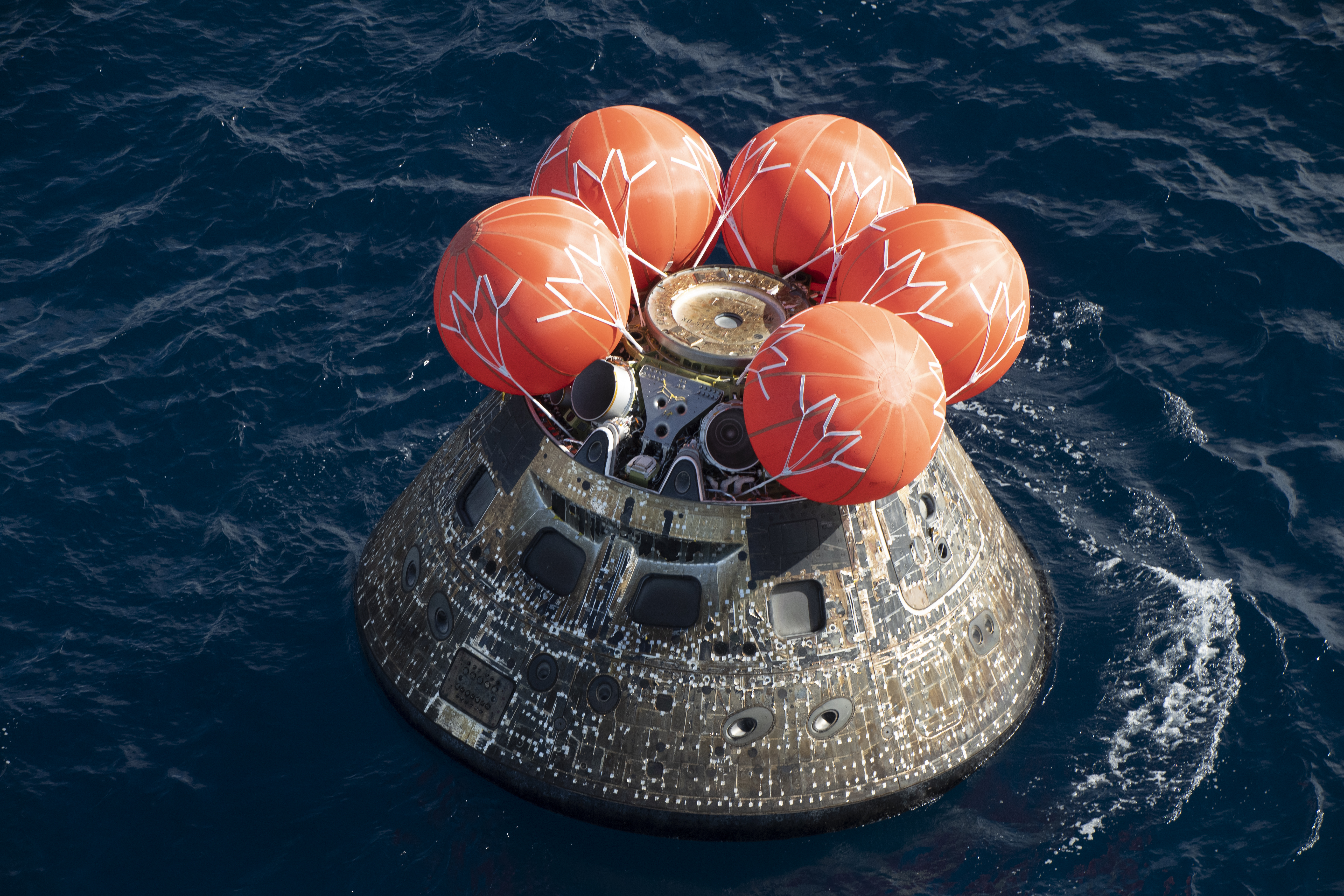
Kapsuła Orion krótko po wodowaniu

11 grudnia statek Orion oddzielił się od Europejskiego Modułu Serwisowego około 17:00 czasu polskiego, a następnie wszedł w ziemską atmosferę o godzinie 17:20 czasu polskiego, osiągając prędkość 40 000 km/h. Było to pierwsze amerykańskie „wejście z pominięciem”, które polega na wejściu w atmosferę dwa razy, narażając astronautów na mniej intensywne przeciążenia niż te, których doświadczyliby podczas jednokrotnego wejścia w atmosferę, które było stosowane w programie Apollo. Kapsuła Orion wodowała o godzinie 17:40 czasu polskiego na zachód od Baja California w pobliżu wyspy Guadalupe. Po udanym wodowaniu, NASA oraz załoga USS Portland odzyskali kapsułę Orion po planowanych testach kapsuły na oceanie. Zespół odzyskujący kapsułę Orion spędził około dwóch godzin przeprowadzając testy na otwartej wodzie i badając ślady po wejściu w atmosferę, a następnie użył wciągarki i kilku lin holowniczych, aby wciągnąć jednostkę na okręt USS Portland. 13 grudnia kapsuła Orion dotarła do portu w San Diego.

### Analiza po misji

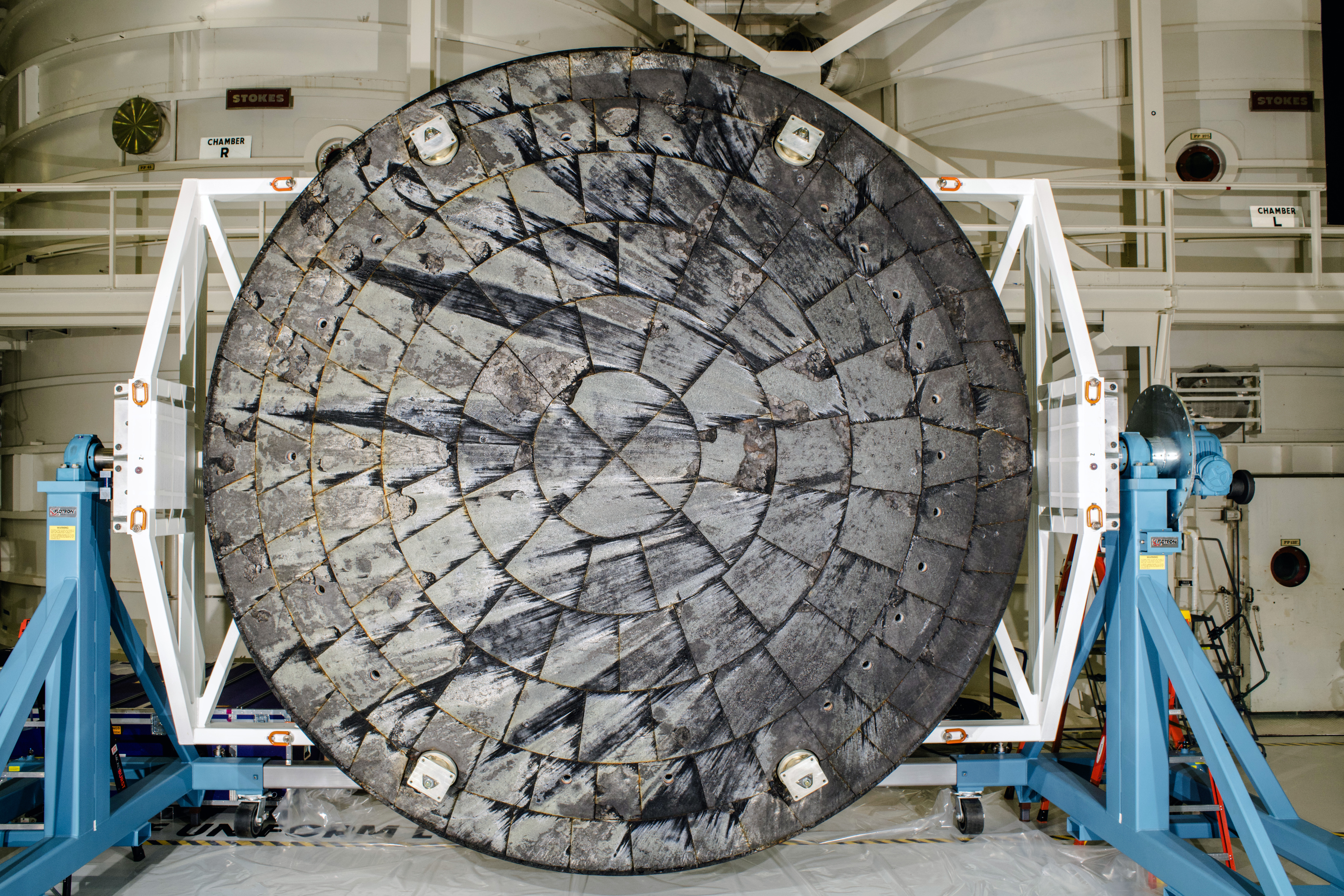
Uszkodzenia osłony termicznej po misji

Po odzyskaniu kapsuły Orion przeprowadzono inspekcję, która wykazała nieoczekiwaną utratę materiału z osłony termicznej. NASA podjęła drobiazgową i złożoną analizę przyczyn tego zjawiska, której wyniki ogłoszono po dwóch latach 5 grudnia 2024 roku. Ustalono, iż uszkodzenie zostało zapoczątkowane przez uwięziony w osłonie gaz, który podczas nagrzewania uległ rozszerzeniu, powodując oderwanie fragmentów materiału. Zdarzenie miało miejsce podczas manewru skip reentry, którego profil cieplny, który obejmował naprzemienne fazy intensywnego nagrzewania i chłodzenia znacząco różnił się od charakterystyki prostszych trajektorii wejścia bezpośredniego.

## Ładunki

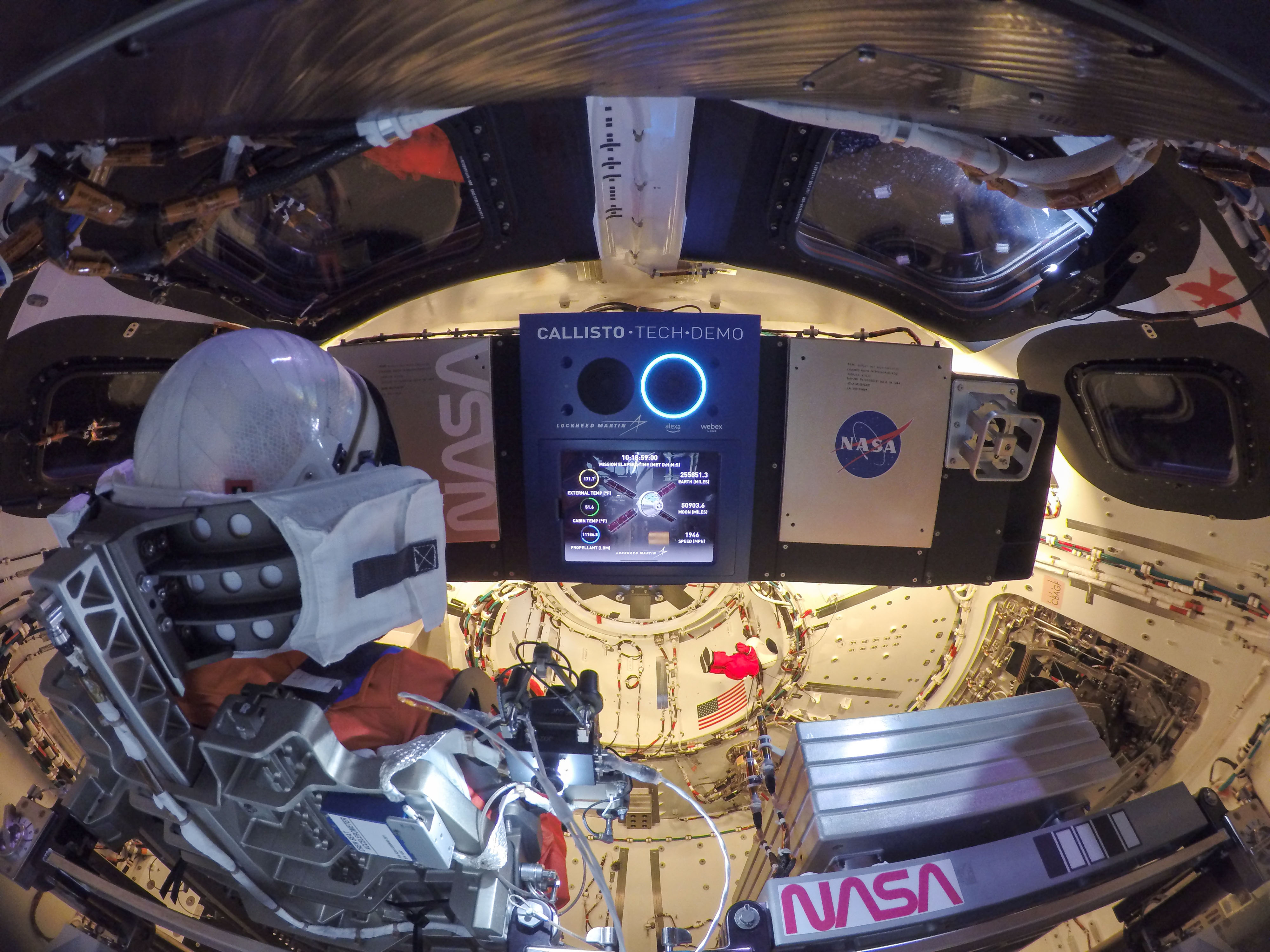
Wnętrze kapsuły Orion

Statek Orion przewoził trzy manekiny przypominające astronautów, które zostały wyposażone w czujniki dostarczające danych na temat tego, czego członkowie załogi mogą doświadczyć podczas podróży na Księżyc. Pierwszy z manekinów został nazwany „Captain Moonikin Campos” (na cześć Arturo Camposa, który był inżynierem NASA podczas programu Apollo). Manekin ten zajmował fotel dowódcy wewnątrz Oriona i był wyposażony w dwa czujniki promieniowania w skafandrze Orion Crew Survival System, który astronauci będą nosić podczas startu, wejścia w atmosferę i innych dynamicznych faz misji.
Oprócz Moonikina w Orionie znajdowały się dwa fantomy: „Helga” i „Zohar”, które zostały nazwane wspólnie przez Niemieckie Centrum Aeronautyki i Przestrzeni Kosmicznej oraz Izraelską Agencję Kosmiczną. Oba fantomy brały udział w eksperymencie Matroshka AstroRad Radiation Experiment, w którym NASA wraz z Niemieckim Centrum Aeronautyki i Przestrzeni Kosmicznej oraz Izraelską Agencją Kosmiczną mierzyły narażenie promieniowania kosmicznego podczas misji. Zohar był osłonięty kamizelką antyradiacyjną AstroRad, a Helga nie nosiła kamizelki. Eksperyment ten dostarczył danych na temat poziomu promieniowania kosmicznego podczas misji na Księżyc, jednocześnie testując skuteczność kamizelki. Oprócz trzech manekinów Orion przewiózł także pluszową lalkę Snoopy’ego jako wskaźnik zerowej grawitacji oraz maskotkę Baranka Shauna, reprezentującą wkład Europejskiego Modułu Serwisowego, który został stworzony przez Europejską Agencję Kosmiczną dla misji Artemis 1.

### CubeSaty
Dziesięć CubeSatów, poleciało w ramach misji jako ładunek dodatkowy. Były one transportowane w drugim stopniu rakiety Space Launch System. Dwa z nich zostały wybrane w ramach programu NASA Next Space Technologies for Exploration Partnerships, trzy w ramach Human Exploration and Operations Mission Directorate, dwa w ramach Science Mission Directorate, a trzy na podstawie zgłoszeń międzynarodowych partnerów NASA. W ramach misji poleciały:
- ArgoMoon, zaprojektowany przez Argotec we współpracy z Włoską Agencją Kosmiczną, został zaprojektowany do fotografowania stopnia Interim Cryogenic Propulsion Stage.
- BioSentinel zawiera drożdze, które w trakcie trwania misji zostały wystawione na działanie promieniowania kosmicznego. Eksperyment został zaprojektowany do pomiaru i porównywania skutków promieniowania kosmicznego. W sierpniu 2023 roku NASA przedłużyła misję BioSentinel do listopada 2024 roku[98].
- CubeSat for Solar Particles, zaprojektowany przez Southwest Research Institute, miał orbitować wokół Słońca w przestrzeni międzyplanetarnej by badać słoneczną aktywność. Kontakt został utracony wkrótce po starcie i nigdy go nie odzyskano.
- EQUULEUS, zaprojektowany przez Japońską Agencję Eksploracji Aerokosmicznej i Uniwersytet Tokijski, miał obrazować ziemską plazmosferę, oraz kratery uderzeniowe znajdujące się po niewidocznej stronie Księżyca. EQUULEUS sfilmował kometę C/2022 E3 (ZTF) w lutym 2023 roku[99].
- Lunar IceCube, orbiter księżycowy zaprojektowany przez Uniwersytet Stanowy Morehead, miał wykorzystywać swój spektrometr podczerwieni do wykrywania wody i związków organicznych na powierzchni Księżyca i w jego egzosferze. Kontakt został utracony wkrótce po starcie.
- Lunar Polar Hydrogen Mapper, wybrany przez program NASA SIMPLEx[100], to orbiter księżycowy zaprojektowany przez Arizona State University, który miał poszukiwać dowodów na istnienie księżycowego lodu wodnego wewnątrz zacienionych kraterów za pomocą detektora neutronów. Silniki orbitera nie uruchomiły się i po miesiącach nieudanych prób odzyskania kontaktu, został uznany za straconego[101].
- Near-Earth Asteroid Scout, zaprojektowany przez Jet Propulsion Laboratory, był żaglem słonecznym, który miał przelecieć obok obiektów bliskich Ziemi. Komunikacja z CubeSatem nie powiodła się i po wielu wysiłkach został uznany za straconego.
- OMOTENASHI, zaprojektowana przez Japońską Agencję Eksploracji Aerokosmicznej, lądownik księżycowy który miał podjąć próbę lądowania na Księżycu przy użyciu silników rakietowych zasilanych na paliwo stałe, które jednak nie działału prawidłowo przez co lądowanie nigdy nie zostało rozpoczęte.
- LunIR, zaprojektowany przez Lockheed Martin, wykonał przelot obok Księżyca w celu zebrania zdjęć termograficznych jego powierzchni. Podczas lotu wystąpił nieoczekiwany problem z sygnałem, który uniemożliwił CubeSatowi przeprowadzenie jakichkolwiek obserwacji.
- Team Miles, zaprojektowany przez Fluid and Reason LLC, miał zademonstrować działanie silnika plazmowego w głębokiej przestrzeni kosmicznej. Podczas lotu Team Miles został rozmieszczony jednak nie udało się nawiązać z nim kontaktu[102].

## Działania medialne

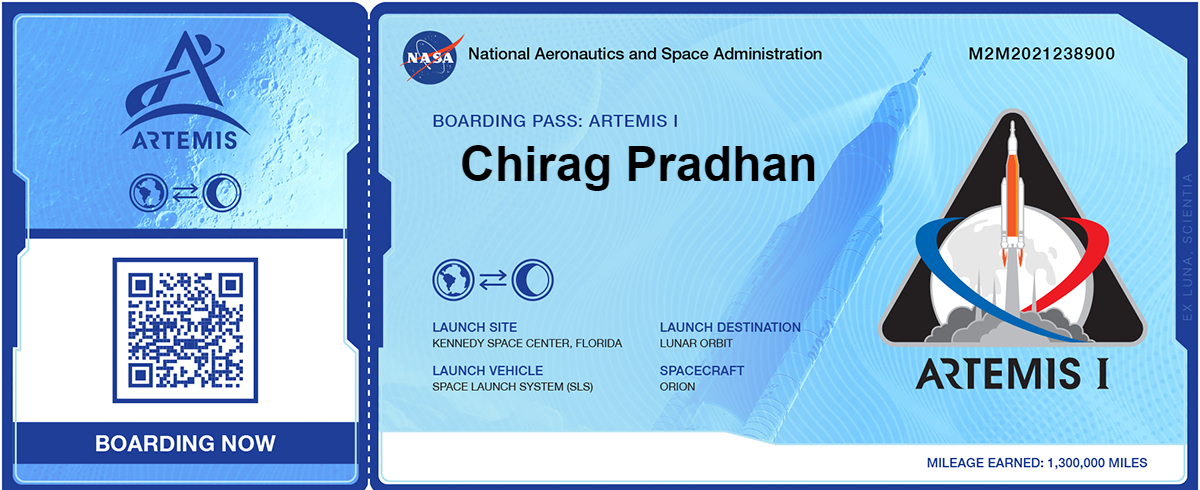
Przykładowa pamiątkowa karta pokładowa dla osób, które zarejestrowały swoje nazwiska w ramach misji Artemis 1

Emblemat misji Artemis 1 został zaprojektowany przez grafików NASA współpracujących przy rakiecie Space Launch System, statku Orion oraz Exploration Ground Systems. Srebrna obwódka symbolizuje barwę statku Orion, a w centralnej części przedstawiono rakietę Space Launch System oraz statek załogowy. Trzy wieże piorunochronowe otaczające rakietę odnoszą się do Kompleksu Startowego 39B, z którego przeprowadzono start misji. Czerwone i niebieskie trajektorie okalające białą pełnię Księżyca reprezentują zaangażowanie obywateli Stanów Zjednoczonych oraz krajów współtworzących Europejską Agencję Kosmiczną w realizację misji Artemis 1. Lot Artemis 1 był często promowany jest jako początek programu From the Moon to Mars, choć według stanu na 2022 rok NASA nie posiadała konkretnego planu załogowej misji na Marsa. W celu zwiększenia zainteresowania opinii publicznej, NASA uruchomiła stronę internetową umożliwiającą uzyskanie wirtualnej karty pokładowej. Zgłoszone nazwiska zostały zapisane na nośniku danych umieszczonym wewnątrz kapsuły Orion. Na jej pokładzie znalazła się również cyfrowa kopia 14 000 prac nadesłanych w ramach konkursu Moon Pod Essay Contest, zorganizowanego przez platformę Future Engineers we współpracy z NASA.